# 凱恩鎮區 (愛荷華州本頓縣)
凱恩鎮區（英語：Kane Township）是位於美國愛荷華州本頓縣的一個行政鎮區。

## 地方資料
根據2010年美國人口普查的數據，凱恩鎮區的面積為92.17平方千米，當中陸地面積為92.17平方千米，而水域面積為0.00平方千米。當地共有人口944人，而人口密度為每平方千米10.24人。